# Taveiro, Ameal e Arzila
Taveiro, Ameal e Arzila est une paroisse civile portugaise (en portugais : freguesia) de la municipalité de Coimbra dans le district du même nom. Elle est créée en 2013, par fusion des paroisses de Taveiro, Ameal et Arzila.

## Géographie
Taveiro, Ameal e Arzila se trouve dans sur la rive sud du Mondego.
La réserve naturelle du marécage d'Arzila (Reserva Natural do Paul de Arzila) est située sur le territoire des paroisses d'Anobra, Pereira et Taveiro, Ameal e Arzila. D'une superficie de 585 ha, elle accueille environ 400 espèces végétales et 180 espèces animales (dont 126 oiseaux). Son centre d'interprétation se trouve à Arzila.

## Histoire
La paroisse est créée par la loi no 11-A/2013 du 28 janvier 2013 portant réorganisation administrative du territoire des freguesias, en fusionnant les paroisses de Taveiro, Ameal et Arzila. Son nom officiel est União das Freguesias de Taveiro, Ameal e Arzila et son siège est fixé à São Vicente do Paul.

## Démographie
Lors du recensement de 2021, Taveiro, Ameal e Arzila compte 3 997 habitants.